# 山梨英和短期大学
山梨英和短期大学（やまなしえいわたんきだいがく、英語: Yamanashi Eiwa CollegeまたはYamanashi Eiwa Junior College）は、山梨県甲府市横根町888に本部を置いていた日本の私立大学である。1966年に設置され、2004年に廃止された。大学の略称は山梨英和。

## 概要

### 大学全体
- 山梨県甲府市に所在した日本の私立短期大学で、設置主体は学校法人山梨英和学院[2]。
- 1966年に開学、当初は2学科体制で入学総定員120名。のちに学科数及び入学定員増により3学科体制で、400名となった。
- 2002年度の入学生を最後に[注釈 1]、2004年に短期大学としての使命を終える[4]。

### 教育および研究
- 山梨英和短期大学に設置されていた学科の一つに、日本文化コミュニケーション学科がある。これは、日本文学、日本文化、日本語コミュニケーションなどに関する専門科目の他に創作実習・「漫画文化論」・作品講読などの科目もあった。
- 英語コミュニケーション学科では、英語コミュニケーション、英米文化、実務英語などに関する科目ほか、「通訳ガイド」・「インターネットコミュニケーション」などの科目も開講されていた。
- 情報文化学科では、情報社会の本質を知り、かつそこで活躍しうる人材を育成するというねらいから、人間コミュニケーション、メディア理解、情報処理・検索、情報実務などに関する科目ほか出版論や放送メディア論などの科目もあった。
- 海外研修としてアメリカや韓国などで行われていた。

### 学風および特色
- 山梨英和短期大学は、カナダのメソジスト教会婦人伝道団体と地元素封家たちの協力により1889年創立された山梨英和女学校が起源となっている。そのことから、キリスト教精神に基づいた教育が行われていた[注釈 2]
- 元々は、女子のみを対象とした短大だったが、最終募集年度になって初めて男女共学となった。

## 沿革
- 1889年 山梨英和女学校が創設される[5]。
- 1951年
  - 3月14日 学校法人が成立する[6]。
- 1966年
  - 1月25日 左記を以て文部省[注 2]より短期大学の設置が認可される[7]。
  - 4月1日 山梨英和短期大学が以下の学科体制にて開学する[注 3]。
    - 国文科 入学定員40
    - 英文科 入学定員80

  - 5月1日 学生数[10]/定員
    - 国文科 女96/40
    - 英文科 女132/80
- 1969年
  - 1月6日 専攻科を以下の通り設置する[11]。
    - 国文学専攻 入学定員10名[12]
    - 英文学専攻 入学定員15名[12]

  - 4月1日 学科名を以下の通り改称し、入学定員を以下の通り変更[注 4]。
    - 国文科40→国文学科60
    - 英文科80→英文学科90
- 1976年
  - 4月1日 学科の入学定員を以下の通り変更する。
    - 国文学科60→100
    - 英文学科90→100

  - 5月1日 学生数[14]/定員
    - 国文学科 女401/160
    - 英文学科 女267/190
- 1986年
  - 4月1日 入学定員を以下の通り変更する[15]。
    - 国文学科100[16]→150[注釈 3]
    - 英文学科100→150[注釈 3]

  - 5月1日 学生数[18]/定員
    - 国文学科 女394/300
    - 英文学科 女400/300
- 1991年
  - 4月1日 以下の学科を増設する[19]。
    - 情報文化学科 入学定員100名

  - 5月1日 学生数[20]/定員[21]
    - 国文学科 女442/400
    - 英文学科 女435/400
    - 情報文化学科 女122/100
- 1999年
  - 4月1日 学科名の変更が行なわれる[22]。
    - 国文学科→日本文化コミュニケーション学科
    - 英文学科→英語コミュニケーション学科

  - 5月1日 学生数[23]/定員
    - 日本文化コミュニケーション学科 女143[注 5]/300
    - 英語コミュニケーション学科 女189[注 6]/300
    - 情報文化学科 女237/200
- 2001年
  - 4月1日 男女共学となる[24]。この度をもって学生募集を終了[注釈 1]。
- 2004年
  - 5月28日 左記を以て正式に廃止[4]。

## 基礎データ

### 所在地
- 山梨県甲府市横根町888

### 象徴
- 山梨英和短期大学のカレッジマークは、カナダのシンボルともなっているカエデをベースに、「山梨」のローマ字表記の頭文字である「Y」が記されている[5]。

## 教育および研究

### 組織

#### 学科
- 日本文化コミュニケーション学科 入学定員150名
- 英語コミュニケーション学科 入学定員150名
- 情報文化学科 入学定員100名

#### 専攻科
- 国文学専攻 入学定員10名
- 英文学専攻 入学定員15名

#### 別科
- なし

#### 取得資格について
資格
- 司書教諭：日本文化コミュニケーション学科の前身である国文学科、英語コミュニケーション学科の前身である英文学科にて設置されていた時期があった。
- 司書
  - 日本文化コミュニケーション学科
  - 英語コミュニケーション学科
  - 情報文化学科

教職課程
- 中学校教諭二種免許状[注 7]
  - 国語：日本文化コミュニケーション学科の前身である国文学科にて設置されていた時期もあった。
  - 英語：英語コミュニケーション学科の前身である英文学科にて設置されていた時期もあった。

#### 附属機関
- 図書館

### 研究
- 『国文学論集』[26]
- 『山梨英和短期大学紀要』[1]ほか。

## 学生生活

### 部活動・クラブ活動・サークル活動
- 山梨英和短期大学で活動していたクラブ活動
  - 体育系：テニスほか

### 学園祭
- 山梨英和短期大学の学園祭は「紅楓祭」と呼ばれていた[27]。

## 大学関係者と組織

### 大学関係者一覧
歴代学長
- 秋田稔
- 木田献一

## 施設

### キャンパス
- キャンパスは、自然との調和をテーマとして、ヨーロッパの都市をイメージして設計された。体育館・学生センター・講義棟・図書館・研究棟・事務棟などが建てられた。

### 学生食堂
- 山梨英和短期大学の学生食堂（学食）は、学生センターの2階に設置されていた。

## 対外関係

### 他大学との協定

#### アメリカ
- グランド・ビュー・カレッジ

#### 韓国
- 漢陽女子大学

### 姉妹校
- 東洋英和女学院大学短期大学部
- 静岡英和学院大学短期大学部

### 系列校
- 山梨英和中学校・高等学校
- 山梨英和幼稚園
- 韮崎英和幼稚園
- 石和英和幼稚園

## 卒業後の進路について

### 編入学・進学実績
- 日本文化コミュニケーション学科：都留文科大学・跡見学園女子大学・恵泉女学園大学・相模女子大学・鶴見大学・大東文化大学・中部大学ほか
- 英語コミュニケーション学科：文京学院大学・杏林大学・昭和女子大学・駿河台大学・昭和女子大学・中央大学・京都精華大学ほか
- 情報文化学科：東京経済大学・明星大学・中京女子大学ほか

## 関連サイト
- 山梨英和大学